# Condado de Jenkins
O Condado de Jenkins é um dos 159 condados do Estado americano de Geórgia. A sede do condado é Millen, e sua maior cidade é Millen. O condado possui uma área de 913 km², uma população de 8 575 habitantes, e uma densidade populacional de 9 hab/km² (segundo o censo nacional de 2000). O condado foi fundado em 17 de agosto de 1905.